# لاهوت لامكان
لاهوت لامكان (أردية: لاہوت لا مکاں) هو كهف في بلوشستان، باكستان. تنساب المياه من الصدف الخارجي من الحجر الجيري للكهف ولدى المؤمنين حكاية مفادها أنه في البداية كان الحليب، عندما بدأ الناس في بيعه، أصبح الماء بأعجوبة. هذا المكان هو منتجع سياحي مذهل ولافت للنظر. تتدفق المياه العذبة من الينابيع الطبيعية باستمرار من الجبال عبر قاع سيل التلال. إنها واحدة من الأماكن الروحية والمقدسة والأسطورية والسرية في باكستان. الناس لديهم حكايات أسطورية دينية مختلفة عن هذا المكان. يعتقد الكثير من الناس أن تمركز آدم هنا لأول مرة في لاهوت لا مكان. تقع البصمة في وادي لاهوت لا مكان ويعتقد المصلين أنها بصمة للخليفة علي. يُطلق على الأشخاص الذين يزورون لاهوت لا مكان اسم اللاهوتي. يزورون سيرا على الأقدام كل عام. الطريق يؤدي من كراتشي إلى المحور، بلوشستان إلى لاهوت لا مكان. وهي على مسافة 110 كيلومترات من كراتشي باتجاه الشمال في بلوشستان.